# Elsemieke Hillen
Francisca Elisabeth Maria „Elsemieke” Hillen (ur. 30 września 1959 w Hadze) – holenderska hokeistka na trawie. Złota medalistka olimpijska z Los Angeles.
Zawody w 1984 były jej jedynymi igrzyskami olimpijskimi, Holenderki triumfowały. W turnieju rozegrała pięć spotkań. Łącznie w reprezentacji Holandii wystąpiła w 81 meczach i zdobyła 10 bramek (1978-1986). Czterokrotnie, w 1978, 1979, 1983 i 1986, znajdowała się wśród mistrzyń świata. Po zakończeniu kariery sportowej została dziennikarką telewizyjną.